# Alto Garças
Alto Garças là một đô thị thuộc bang Mato Grosso, Brasil. Đô thị này có diện tích 3660,387 km², dân số năm 2007 là 9143 người, mật độ 2,5 người/km².